# Campionati nordici di lotta 2014
I campionati nordici di lotta 2014 si sono svolti a Turku, in Finlandia, dal 2 al 4 maggio 2014.

## Podi

### Lotta greco-romana
| Evento        | Oro                | Argento              | Bronzo              |
| Fino a 59 kg  | Ville Pasanen      | Tobias Fonnesbek     | Pål Eirik Gundersen |
| Fino a 66 kg  | Stig André Berge   | Jussi-Pekka Niemistö | Fredrik Bjerrehuus  |
| Fino a 71 kg  | Zakarias Tallroth  | Marius Thommesen     | Rauno Pajuviidik    |
| Fino a 75 kg  | Valtteri Moisio    | Christoffer Nilsson  | Frederik Ekström    |
| Fino a 80 kg  | Alexander Jersgren | Hardo Toots          | Rajbek Bisultanov   |
| Fino a 85 kg  | Rasmus Tjørstad    | Viktor Karlsson      | Antti Mäkinen       |
| Fino a 98 kg  | Timo Kallio        | Felix Baldauf        | Alo Toom            |
| Fino a 130 kg | Sebastian Lönnborn | Tuomas Lahti         | Mihkel Allikmäe     |

### Lotta libera femminile
| Evento       | Oro                 | Argento             | Bronzo           |
| Fino a 48 kg | Josefine Fredriksen | Violeta Ponomarjova | Maria Kilk       |
| Fino a 53 kg | Sofia Mattsson      | Karalīna Tjapko     | Janika Vakkila   |
| Fino a 58 kg | Charlotte Skauen    | Ida Stenberg        | Tiina Vainionpää |
| Fino a 63 kg | Petra Olli          | Signe Marie Store   | Kaisa Muutra     |
| Fino a 69 kg | Jenny Fransson      | Jenny Aardalen      | Iselin Solheim   |
| Fino a 75 kg | Epp Mäe             | Erika Treiman       | ----             |